# Приули
Приули (на италиански: Priuli) е знатна фамилия от Венеция, Италия.

## Произход
Както при почти всички древни венециански фамилии, произходът на рода Приули не е съвсем изяснен. Запазени са старинни семейни предания, за които липсват сигурни исторически доказателства. Според едно от тях Приули са благородници, дошли във Венеция като посланици от Кралство Унгария и впоследствие избрали да останат в града за постоянно или са бивши унгарски пленници, заселени принудително. В някои източници за тях просто е отбелязано, че са дошли от остров Торчело в северната част на Венецианската лагуна.
Някои от членовете на рода участват в кръстоносните походи. Представители на рода са избирани във Великия съвет от XII в. нататък. Родът дава трима дожове на Венеция, посланици, дипломати, генерали, сенатори, кардинали.

## По-известни представители на фамилията
- Лоренцо Приули – 82–ри дож на Венеция;
- Джироламо Приули – 83–ти дож на Венеция;
- Антонио Приули – 94–ти дож на Венеция.